# Morten Okbo
 Der er for få eller ingen kildehenvisninger i denne artikel, hvilket er et problem. Du kan hjælpe ved at angive troværdige kilder til de påstande, som fremføres i artiklen.

Morten Okbo (født 4. februar 1973) er en dansk musiker og forfatter, som er bosat i Sverige.  
Han har undervist på Testrup Højskole i Lyd og Litteratur og er tidligere kommentator på Eurosport. I årene 2009-2022 var Morten Okbo fast tilknyttet det engelske cykelmagasin Rouleur Magazine.[kilde mangler]
Fra 2000-2014 virkede Morten Okbo som sanger, sangskriver og guitarist i bandet Turbulens og arbejdede bla. med Ursula Andkjær Olsen, Kristina Holgersen, Janus Kodal, Christian Dorph, Lars Frost og Peter Laugesen, men også med billedkunstner Henrik Have og bluesmusikerne Ole Frimer og Peter Thorup.
Morten Okbo er trommeslager i den svenske grammyvinder Oscar Danielson (sv)s trio og har optrådt med Louise Hoffsten, Marie Bergman og Lasse Englund.
Artiklerne 'History Man' med-og om Lance Armstrong og livet i Aspen, Colorado i efterdønningerne af dopingtilståelsen og 'Redacted in Las Vegas' - en fluorescerende rejse sammen med Floyd Landis i et cannabiseventyrland nåede Rouleurs Top 10 liste over magasinets bedste gennem årene.
Shortlisted som Writer of the Year, Cycling Media England, 2015.  
Shortlisted som Writer of the Year, PPU Independent Publisher, 2018.

## Udgivelser
- Against a Cult Youth (2005, Cope Records)
- Djurslang (2006, Cope Records)
- Audiopoesi (2006, Geiger Records)
- Verbale pupiller - (2007, Forlaget Afterhand)
- Græsklart - Musik til digte af Ursula Andkjær Olsen (2009, Exlibris / Gyldendal)
- Fra Den Ene Til Den Anden (2012, Limited Edition)
- En Drøm Om Kærlighed - Musik til digte af Christian Dorph (2013, Gyldendal)
- Rouleur Centenary Tour de France (2013, Bloomsbury)
- Dagen og Vejen. Med fotograf Jakob Kristian Sørensen (2014, Gyldendal)
- Spot Minder. Antologi (2015, Spot Festival)
- Tværs Gennem Europa. Med fotograf Jakob Kristian Sørensen (2015, Gyldendal)
- Giro100. Gazprom-RusVelo Giro d'Italia Yearbook (2018, GRCP)
- The Road Book (2018, TRB Ltd.)
- Rakt In i Dagen Som Finns (2019, Dokumentarfilm om den svenske flygtningekrise)
- Ostkustleden, en COVID-19 vandring (2021, Dokumentarfilm om pandemien i Sverige)
- Bordercrossing. Med kunstner Per Petri (2022)